# Persefone
Persefone — андорранская прогрессив-/мелодик-дэт-метал-группа, образованная в Андорра-ла-Велья в 2003 году.

## История
Группа Persefone была образована в 2003 году в городе Андорра-ла-Велья. Спустя год, в составе Карлос Лозано (вокал, гитара), Мигел Эспиноза (вокал, клавишные), Жорди Горгес (гитара) и Тони Местре (бас), был записан и выпущен дебютный альбом Truth Inside the Shades. Обозреватель портала Sputnikmusic, рецензируя альбом, среди сильных сторон записи отметил хорошие инструменталы, вокал и атмосферу, среди слабых — малое количество песен на диске.
После выпуска альбома, группа даёт несколько выступлений. К группе присоединяются Алеш Дорка в качестве ударника и продюсера и Марк Мартинс в качестве вокалиста. В таком составе группа приступает к работе над следующим альбомом. Альбом получил название Core. В 2006 году он был выпущен в Азии. В остальном мире релиз состоялся весной 2007 года.
Persefone приняли участие в фестивале Dong Open Air в Германии, дали множество концертов и после этого приступили к записи альбома Shin-ken. Сведением альбома занимался продюсер Томми Хансен на студии Jailhouse Studios в апреле 2009 года. Релиз состоялся в феврале 2010 года. После этого группа провела тур по Европе. Альбом получил высокие оценки от порталов Metal Hammer и Chronicles of Chaos.
В 2013 году группа выпускает четвёртый студийный альбом Spiritual Migration. Альбом получает высокую оценку от портала Rock Hard. В то же время обозреватель Sputnikmusic, оценив альбом в 2.5 балла из 5, пишет, что музыканты, взяв худшие стороны предыдущего альбома, только усилили их. Дальнейшее стремление заработать коммерческий успех, пишет он, может обернуться для группы потерей индивидуальности.

## Состав

### Актуальный состав
- Марк Мартинс Пия — вокал
- Жорди Горгес Матеу — гитара
- Карлос Лозано Кинтанилья — гитара, ранее также вокал
- Тони Местре Кой — бас-гитара
- Мигел Эспиноза — клавишные, вокал
- Сержи Вердегер — ударные

### Бывшие участники
- Шави Перез — ударные
- Алеш Дорка Жоза — ударные
- Марк Мас Марти — ударные

## Дискография
Студийный альбомы
- 2004 — Truth Inside the Shades[2] (2020 - переиздание)
- 2006 — Core (2014 — переиздание)
- 2009 — Shin-ken[3][4]
- 2013 — Spiritual Migration[5][6]
- 2017 — Aathma
- 2022 — Metanoia

Мини-альбомы (EP)
- 2018 — In Lak'Ech
- 2024 — Lingua Ignota: Part I